# Projecte MidCat-STEP

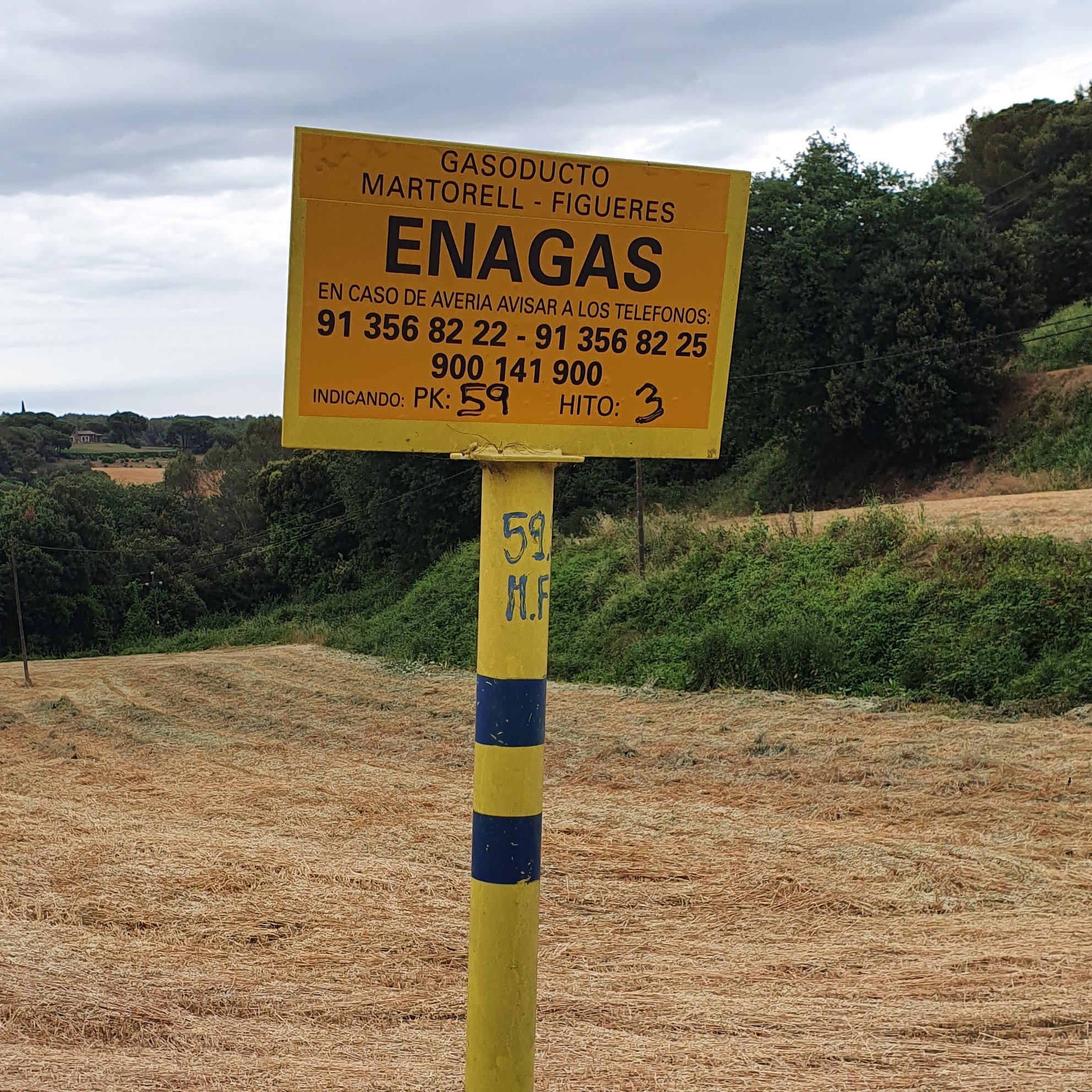
Gasoducte al seu pas per Les Franqueses.

El projecte MidCat-STEP (Midi-Catalunya - South Transit East Pyrenees) fou un projecte de gasoducte entre França i Espanya. L'octubre de 2022 es va acordar aturar el projecte i plantejar una nova proposta de connexió per via marítima.

## Característiques
El projecte MidCat es va iniciar l'any 2013 i pretenia connectar les xarxes de gas francesa i espanyola entre les localitats de Barbaira, prop de Carcassona, i Hostalric, prop de Girona, a través del coll del Pertús.
Actualment només 2 gasoductes de baixa capacitat connecten els dos Estats amb Larraine i Biriatu, al País Basc francès, tots dos formant el punt d'interconnexió virtual (PIV) anomenat Pirineos.
Aquesta nova interconnexió entre les xarxes de gas francesa i espanyola permetria a Europa beneficiar-se de les instal·lacions espanyoles, és a dir, l'accés als 2 gasoductes Medgaz i Magrib-Europa des dels jaciments algerians i a les 6 terminals de regasificació. Espanya acull 34% de la capacitat de regasificació de la Unió Europea i 45% de la capacitat d'emmagatzematge (tancs i emplaçaments subterranis) el 2022.
El 2019, el projecte, rebatejat com STEP, va ser rebutjat tant per la Comissió Reguladora de l'Energia (CRE) com per la Comisión Nacional de los Mercados y la Competencia (CNMC), a causa del baix interès comercial pels dos països. El seu cost, estimat en 500 milions d'euros, i el seu impacte ecològic també han estat criticats.
El projecte va ressorgir després de la invasió russa d'Ucraïna el 2022 i la disminució del subministrament de gas procedent de Rússia. El projecte, impulsat per Alemanya, podria rellançar-se sota la cobertura del finançament europeu. La ministra espanyola de Transició Ecològica, Teresa Ribera, va demanar solidaritat europea. Bona part del gasoducte MidCat ja està llest per la part espanyola i, segons ella, seria possible connectar-lo a la frontera francesa en un termini de vuit a nou mesos. Seguint el seu argumentari, seria una infraestructura estratègica per a la transició ecològica ja que les canonades s'han d'adaptar al transport d' hidrogen verd. La presidenta de la Comissió Reguladora de l'Energia francesa, Emmanuelle Wargon, va subratllar que no es tracta d'una resposta a la crisi actual, ja que la posada en funcionament es produiria d'aquí a cinc o deu anys, però reconeix que la crisi energètica podria alterar les equacions d'equilibri. Emmanuel Macron va reiterar l'oposició de França al projecte el setembre de 2022. L'octubre de 2022 es va fer una reunió bilateral entre Macron, Pedro Sánchez i Costa per tractar el tema. Finalment es va pactar fer una nova proposta de connexió per via marítima.